# Yemen Türküsü
Yemen Türküsü (Jemenlied) is een bekend Turks volkslied. Dit volkslied gaat over Turkse militairen die tijdens de Eerste Wereldoorlog vanuit Muş naar Jemen werden gestuurd om strijd te leveren tegen de troepen van het Verenigd Koninkrijk. Nagenoeg alle militairen stierven tijdens deze veldslag als gevolg van de hevige strijd in de woestijn alsmede door voedsel- en watertekorten. Ter herdenking van deze tragedie werd het lied geschreven in Muş, ter nagedachtenis van de omgekomen militairen in Jemen.

## Tekst
| Turkse tekst Havada bulut yok, bu ne dumandır? Mahlede ölü yok, bu ne figandır? Su yemen elleri, ne de yamandır Ah o Yemen'dir, gülü çemendir Giden gelmiyor, acep nedendir Burası Muş'tur, yolu yokuştur Giden gelmiyor, acep ne iştir? Kışlanın önünde çalınır sazlar Ayağı yalınayak yüreğim sızlar Yemen'e gidene ağlıyor kızlarAh o Yemen'dir, gülü çemendir Giden gelmiyor, acep nedendir Burası Muş'tur, yolu yokuştur Giden gelmiyor, acep ne iştir? Kışlanın önünde redif sesi var Bakın çantasına, acep nesi var? Bir çift kundurası bir de fesi var Ah o Yemen'dir, gülü çemendir Giden gelmiyor, acep nedendir Burası Muş'tur, yolu yokuştur Giden gelmiyor, acep ne iştir? | Nederlandse tekst In de lucht hangt geen wolk, waar komt de mist vandaan? In de wijk zijn geen doden, waarom dan het geschreeuw? Waarom is Jemen zo gevreesd? Dit is Jemen, waar de rozen gras zijn Diegenen die ernaartoe zijn vertrokken komen niet meer terug, waarom? Hier is Muş, de weg is alleen maar opwaarts Diegenen die ernaartoe zijn vertrokken komen niet meer terug, waarom? Voor de barakken wordt de saz bespeeld Het doet me pijn dat ze ongeschoeid rondlopen Vrouwen huilen om degenen die naar Jemen zijn vertrokken Dit is Jemen, waar de rozen gras zijn Diegenen die ernaartoe zijn vertrokken komen niet meer terug, waarom? Hier is Muş, de weg is alleen maar opwaarts Diegenen die ernaartoe zijn vertrokken komen niet meer terug, waarom? Voor de barakken is het geluid te horen van de voorbereidende legers Kijk eens in de tas van een soldaat, wat heeft hij bij zich? Hij heeft een paar schoenen en een fez bij zich! Dit is Jemen, waar de rozen gras zijn Diegenen die ernaartoe zijn vertrokken komen niet meer terug, waarom? Hier is Muş, de weg is alleen maar opwaarts Diegenen die ernaartoe zijn vertrokken komen niet meer terug, waarom? |